# Mini DVD

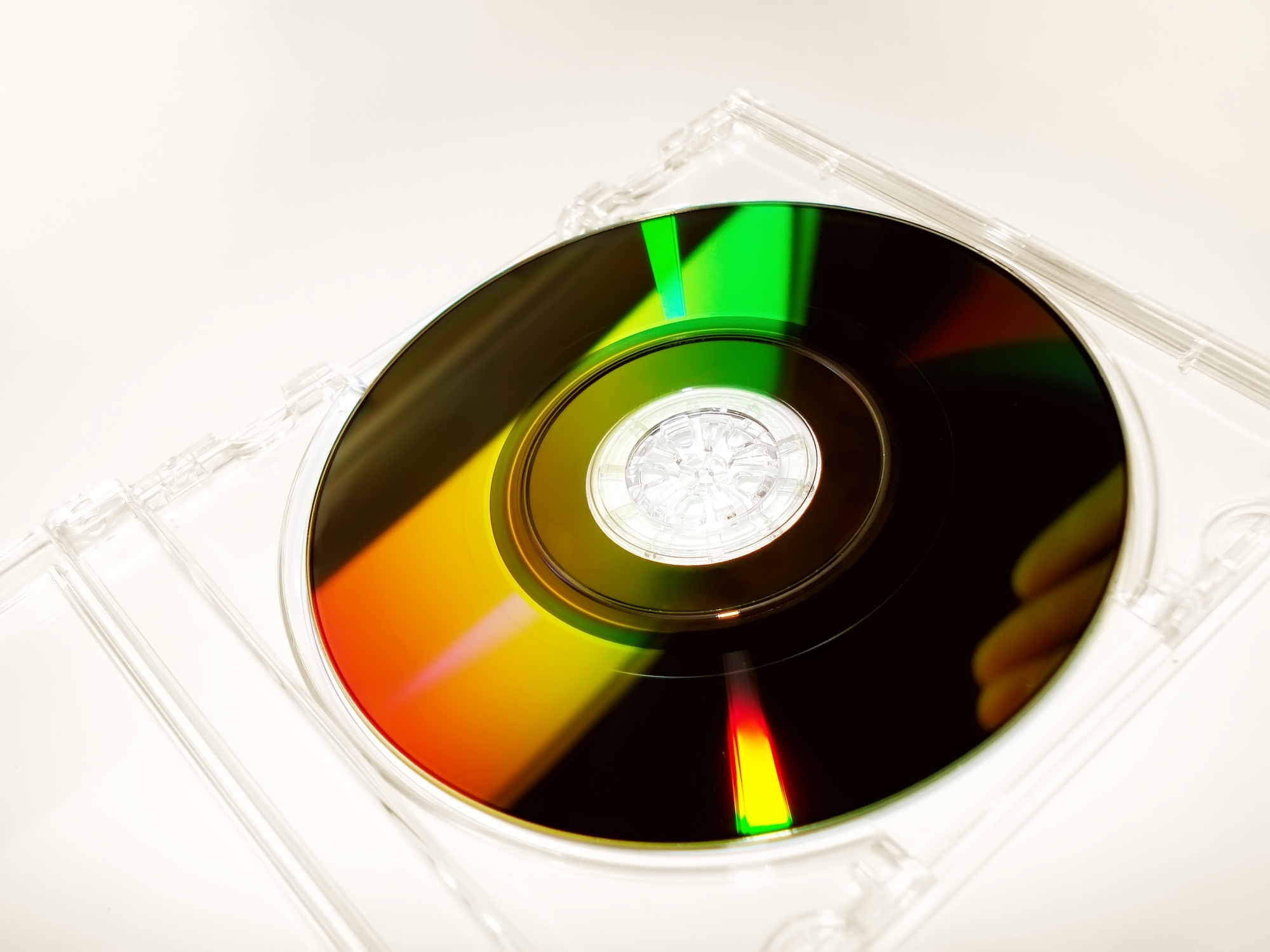
Mini DVD RW.

Le Mini DVD (MiniDVD ou miniDVD) est disque DVD dont le format de stockage de données est basé sur la technique des disques optiques de Matsushita (Panasonic). 
Ce support DVD est aussi utilisé par la console Nintendo GameCube sous la forme du disque optique Nintendo.

## Capacités des différents types de DVD
| Diamètre | Nombre de faces | Nombre de couches | Capacité | Dénomination |
| -------- | --------------- | ----------------- | -------- | ------------ |
| 12 cm    | Simple          | Simple            | 4,7 Go   | DVD-5        |
| 12 cm    | Simple          | Double            | 8,54 Go  | DVD-9        |
| 12 cm    | Double          | Simple            | 9,4 Go   | DVD-10       |
| 12 cm    | Double          | Double            | 17,08 Go | DVD-18       |
| 8 cm     | Simple          | Simple            | 1,4 Go   | Mini-DVD     |
| 8 cm     | Simple          | Double            | 2,66 Go  | Mini-DVD     |
| 8 cm     | Double          | Simple            | 2,66 Go  | Mini-DVD     |
| 8 cm     | Double          | Double            | 5,2 Go   | Mini-DVD     |